# Lysergsäure
Die Lysergsäure ist eine tetracyclische (Struktur mit vier Ringen) β-Aminosäure. Die D-(+)-Lysergsäure ist die Vorstufe für eine Vielzahl von Mutterkornalkaloiden, die von dem Mutterkornpilz Claviceps purpurea, weiteren Schlauchpilzen und wenigen höheren Pflanzen aus der Gruppe der Windengewächse (Convolvulaceae) produziert werden. Der Name leitet sich ab von Ergot, dem französischen Wort für ‚Mutterkorn‘ und lysis (griechisch für ‚Auflösung‘).

## Struktur
Der erste korrekte Strukturvorschlag stammt von W. A. Jacobs und wurde durch Synthese von Dehydrolysergsäure von Arthur Stoll, Albert Hofmann und Franz Troxler bestätigt. Das Molekül besitzt zwei Stereozentren, dementsprechend gibt es vier Stereoisomere: D-Lysergsäure, L-Lysergsäure, D-Isolysergsäure und L-Isolysergsäure. Die relative Konfiguration der beiden Stereozentren wurde 1954 von Stoll et al. abgeleitet. Die absolute Konfiguration der natürlichen Lysergsäure wurde 1962 von Stadler und Hofmann durch chemischen Abbau und Verknüpfung mit D-(−)-N-Methylasparaginsäure bestätigt.
| Epimere        | (+)-Enantiomer | (−)-Enantiomer |
| Lysergsäure    | (5R,8R)        | (5S,8S)        |
| Isolysergsäure | (5R,8S)        | (5S,8R)        |

## Synthese
Die erste Totalsynthese racemischer Lysergsäure gelang im Jahr 1954 Ed Kornfeld und Robert Woodward als Mitarbeiter von Eli Lilly. Die effiziente Wipf-Methode aus dem Jahr 2022 eignet sich zur Erzielung von Gramm-Ausbeuten und bedient sich der Mizoroki-Heck-Kreuzkupplung zum Schließen des Rings C.
Die Biosynthese der Lysergsäure geht – wie bei allen Mutterkornalkaloiden – vom Tryptophan aus.

## Vorkommen

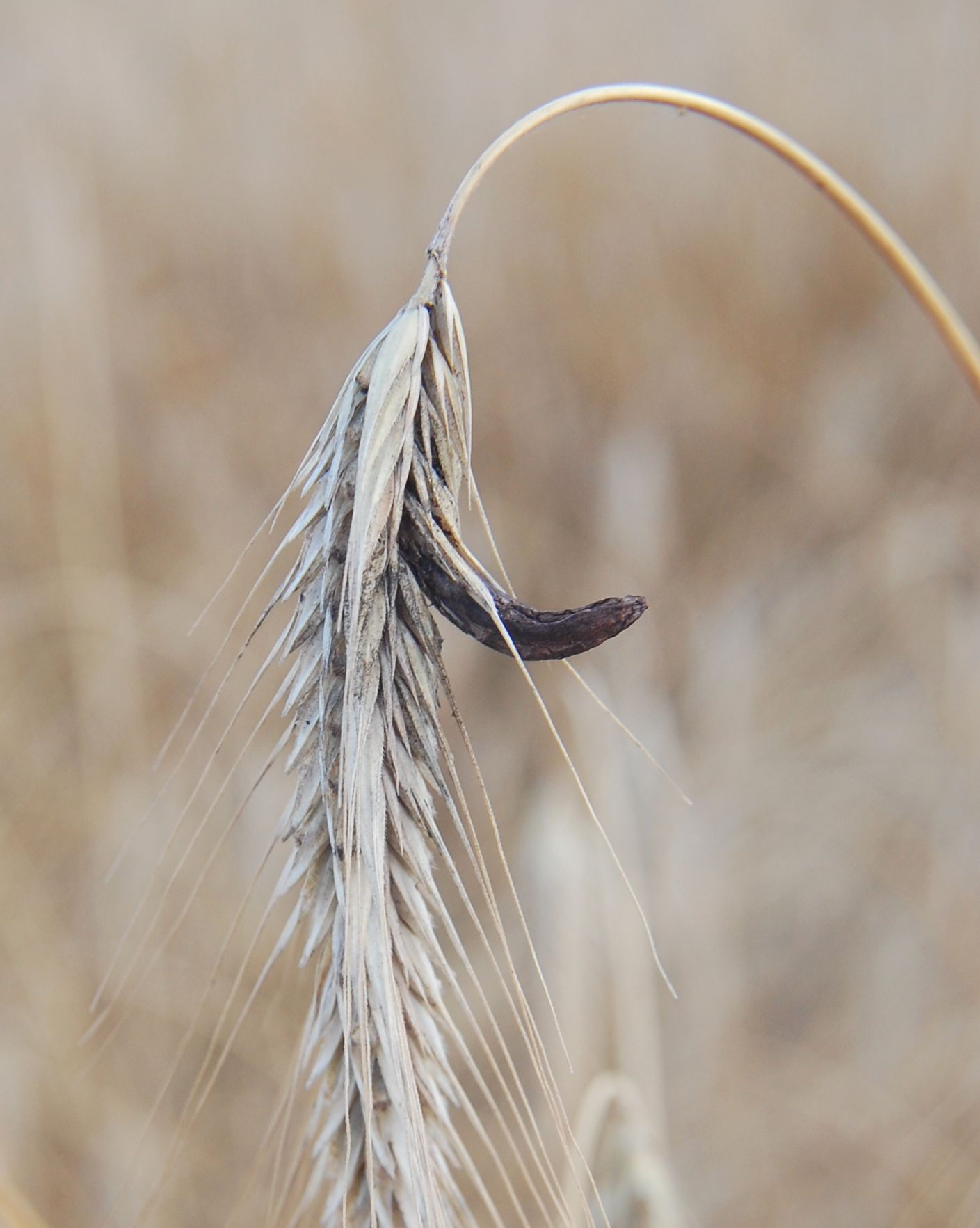
Roggenähre mit Mutterkorn

Mutterkorn (Claviceps purpurea), Trichterwinden (z. B. Ipomoea tricolor oder Turbina corymbosa) (Produzent bei den Winden sind durch die Samen übertragene epibiotische Pilze der Clavicipitaceae-Familie).

## Verwendung
Lysergsäure und ihre Amide – die Lysergsäureamide – haben eine erhebliche therapeutische Breite. Lysergsäure in ihrer Grundform wurde in der frühen Neuzeit erstmals zum Auslösen von Wehen eingesetzt.
Bekannter ist sie jedoch als Basis des Halluzinogens Lysergsäurediethylamid (LSD).

## Rechtsstatus
Lysergsäure fällt unter die Kategorie 1 des Grundstoffüberwachungsgesetzes als direkter Vorläufer von Betäubungsmittel. Damit ist der Handel, Herstellung, die Ein- und Ausfuhr genehmigungs- und meldepflichtig.